# Cankurd
Cankurd (Meydank, Siria 1948- ), poeta y escritor kurdo.
Completó sus estudios en Afrin y Halab. Por su activismo político lo encarcelaron varias veces y huyó de Siria a Alemania en 1979. Escribe en kurdo, árabe y alemán y ha traducido al kurdo obras de Shakespeare y Daphne du Maurier, y los poemas del poeta árabe Nizar Qabbani al kurdo.

## Libros
- Gundê Dîna, Helwest Publishers, Suecia, (ISBN 91-89224-09-4/9189224094=.
- Selahdînê Eyûbî: Kurdekî Cîhan Hejand, Helwest-Çanda Nûjen Publishers, Spånga, Suecia, 2000. (ISBN 91-89224-05-1/9189224051).
- Alexander Jaba (Berhevoka çêrokên kurmancî), Helwest Publishers, Spånga, 2000.
- Dilopeka xwîna dila, Poem.
- Bazirganê Vênîsiya, Traducción del El mercader de Venecia de Shakespeare.